# Симфония № 3 (Хренников)
Симфония № 3 ля мажор, op. 22 — симфония Тихона Хренникова в трёх частях, написанная в 1973 году. Посвящена Генриху Литинскому. Премьера состоялась 10 марта 1974 года в Москве.

## История
Симфония создавалась в 1973 году и была впервые представлена публике 10 марта 1974 года в Большом зале Московской консерватории в исполнении Государственного академического симфонического оркестра СССР под управлением Евгения Светланова.
Зарубежная премьера симфонии состоялась 1 июня 1975 года в Гаване под управлением дирижёра Роберто Санчес-Феррера.
Среди других исполнителей симфонии такие дирижёры, как Кирилл Кондрашин, Пааво Берглунд, Марис Янсонс, Васил Стефанов, Дмитрий Китаенко, Димитр Манолов, Валерий Гергиев, Владимир Федосеев, Василий Синайский и др.
Существует переложение симфонии для фортепиано в 4 руки Е. Гладилиной и Е. Карпинской

## Музыка
Симфония необычна по своей композиции и продолжительности. Она длится всего около 18 минут. Начинается симфония внезапно и резко сложной подвижной фугой со сложноладовым ядром. Постепенно идет разработка с длительным подходом к репризе. Вторая часть — интермеццо — представляет из себя широкую, размашистую и спокойную мелодию оттесняемую тревожной серединой и всё более нервными волнами к финалу этой части. В третьей части — финале — присутствуют обороты из фуги, но они буквально соперничают с отдельными оркестровыми группами с вкраплениями солирующих голосов. Симфония завершается так же резко и внезапно, как и начинается, без длительных код и реприз. В целом симфония является отражением всё ускоряющегося темпа и ритма жизни, нервозности и конфликтов, показывающие разные стороны жизни человека.

В этой музыке безошибочно узнаешь звуковой образ современности со всей ее сложностью; диапазон мыслей и чувств, которыми делится художник со слушателями, необычайно широк; юношеская свежесть и мелодическая ясность, образная емкость заставляют следить за течением музыки с напряженным вниманием, ибо она, по меткому замечанию И. Мартынова, несет большую информацию в сжатой форме. И добавим: несет увлекательно, темпераментно, с устремленностью вперед…
— М. Яковлев. Статья "Тихон Хренников" // 1978

## Структура
- 1 часть — Фуга. Allegro con fuoco

- 2 часть — Интермеццо. Andante sostenuto

- 3 часть — Финал. Allegro con fuoco

## Состав оркестра
Малая флейта, 2 флейты, 2 гобоя, английский рожок, 2 кларнета, басовый кларнет, 2 фагота, контрафагот, 4 валторны, 3 трубы, 3 тромбона, туба, колокольчики, ксилофон, арфа, струнные, ударные.

## Известные аудиозаписи
- 1974 — дирижёр Евгений Светланов, ГАСО СССР[7]
- 1982 — дирижёр Дмитрий Китаенко, Академический симфонический оркестр Московской филармонии[8]